# Akustyčnyja kancerty kanca XX stahodździa
«Akustyčnyja kancerty kanca XX stahodździa» (Акустичні концерти кінця XX століття) — колекційний дводисковий альбом білоруського гурту «N.R.M.», виданий 1999 року (на дисках та на касетах). До альбому увійшли 29 пісень, з-поміж яких старі пісні вже неіснуючого гурту «Мроя», нові пісні «N.R.M.» та декілька пісень спільного проекту «Народны Альбом».

## Композиції

### Диск 1
1. «Daroha»
2. «Nacyja»
3. «Biełyja lebiedzi»
4. «Traktar»
5. «Baćka»
6. «Dzie toje słova?»
7. «Mituśnia»
8. «Łałałała»
9. «Nie chadzicie ŭ ciomny les»
10. «Byvaj!»
11. «Kraina kryvavych daždžoŭ»
12. «Kraj ty moj kraj»
13. «My sami pa sabie»
14. «Nadzieńka»
15. «Trynaccać»

### Диск 2
1. «Chałodny bluz»
2. «Radyjo Svaboda»
3. «Ziamla»
4. «Na vulicy majoj»
5. «Pieśnia padziemnych žycharoŭ»
6. «Pieśni pra kachańnie»
7. «Pakul nie pačniecca vajna»
8. «Odzirydzidzina»
9. «Pavietrany šar»
10. «Miedny kuparos»
11. «Biełaruski šlach»
12. «Lepiej nia budzie»
13. «Sa ščytom ci na ščycie»
14. «Prostyja słovy»

## Склад
- Лявон Вольскі: спів, гітара, губна гармоніка
- Піт Павлов: гітара, вокал
- Юрась Левков: бас-гітара
- Олег Демидович: барабани

Гість: Сяргєй Ахрамовіч, акордеон.

## Інше
- Музика: N.R.M., Міхал Анемподистов, Фелікс Аксіонцав, народна
- Тексти: N.R.M.